# Bembidion lucifugum
Bembidion lucifugum is een keversoort uit de familie van de loopkevers (Carabidae). De wetenschappelijke naam van de soort is voor het eerst geldig gepubliceerd in 1989 door Neri & Pavesi.